# ينغفي أندرسن
ينغفي أندرسن (بالنرويجية البوكمول: Yngve Andersen)‏ هو لاعب كرة قدم نرويجي في مركز الوسط، ولد في 6 يونيو 1948. شارك مع منتخب النرويج لكرة القدم. أما مع النوادي، فقد لعب مع نادي فوليرينغا.

## وصلات خارجية
- ينغفي أندرسن على موقع اتحاد النرويج (النرويجية)
- ينغفي أندرسن على موقع قاعدة بيانات كرة القدم.إي يو (الإنجليزية)
- ينغفي أندرسن على موقع ناشيونال فوتبول تيمز (الإنجليزية)
- ينغفي أندرسن على موقع عالم كرة القدم.نت (الإنجليزية)